# Paratatikos
Paratatikos (altgriechisch παρατατικός ‚ausspannend‘, ‚ausdehnend‘, ‚unvollendet‘, παρατατικὸς χρόνος, deutsch ‚Imperfekt‘, lateinisch tempus imperfectum; neugriechisch παρατατικός ‚Imperfekt‘) ist die Bezeichnung für eine Form der grammatischen Vergangenheit (siehe auch Präteritum) bei der Bildung griechischer Verbformen. Die Begriffe Präteritum und Paratatikos sind jedoch nicht deckungsgleich, da im Paratatikos gleichzeitig ein Verbal-Aspekt ausgedrückt wird: der der wiederholten, gewöhnlichen oder andauernden Handlung (Imperfektiver Aspekt). Die Bedeutung des Paratatikos ist daher nur gegenüber der zweiten Ausdrucksmöglichkeit vergangener Handlungen zu verstehen, dem Aorist. Beide Formen kennzeichnen vergangene Handlungen und Ereignisse, drücken aber eine unterschiedliche Haltung zum Zeitverlauf der beschriebenen Handlung aus. Da der Aorist einmalige, abgeschlossene Handlungen oder den punktuellen Beginn oder das Ende von Ereignissen beschreibt und diese naturgemäß im alltäglichen Leben häufiger vorkommen, ist er die in der gesprochenen Sprache öfter verwendete Vergangenheitsform.
Allerdings gibt es eine Gruppe von Verben, deren Semantik eine aoristische Bedeutung ausschließt und die demnach immer mittels Paratatikos in die Vergangenheit gesetzt werden, dazu gehören u. a. die Verben „haben“ (έχω), „sein“ (είμαι) und „wissen, kennen“ (ξέρω). Ebenso gibt es Verben, die im Neugriechischen nur den Aorist, nicht jedoch den Paratatikos bilden, wie z. B. εκρήγνυμαι (ausbrechen, explodieren) oder απατώμαι (sich täuschen).

## Bildung im Neugriechischen
Fast jedes Verb hat im Neugriechischen vier Stämme, darunter den sogenannten Präsensstamm neben den beiden aktiven und passiven Aorist-Stämmen sowie dem Partizip-Passiv-Stamm (Die Bezeichnung ‚Präsensstamm‘ kann irreführend sein, da sie nicht nur temporal, sondern auch aspektuell zu verstehen ist – die Gegenwart ist per definitionem nicht abgeschlossen. In der „Neugriechischen Grammatik“ von Hans Ruge wird der sogenannte Präsensstamm daher alternativ auch als Paratatischer Stamm bezeichnet).
Der Paratatikos neugriechischer Verben im Aktiv wird regelmäßig gebildet, indem an den unverkürzten Präsensstamm des Verbs die Konjugationsendungen der Vergangenheit angehängt werden.
- Bei Verben der nicht-endbetonten Konjugation wird zudem der Wortakzent auf die drittletzte Silbe verlagert, wobei zweisilbige Verben ein betontes „ε“ (seltener „η“) als Augment vorgesetzt bekommen.
- Bei endbetonten Verben wird zusätzlich die betonte Silbe „us“ (ούσ) zwischen Stamm und Vergangenheitsendung eingeschoben.

Bei zusammengesetzten Verben kann es zur Bildung eines inneren Augments kommen.
Beispiele (betonter Vokal fett)
- πληρών|ω → πλήρων|α (pliron|o → pliron|a, ich bezahle / bezahlte)
- βλέπ|ω → έ|βλεπ|α (vlep|o → e|vlep|a, ich sehe / sah)

In der Übersetzung muss in beiden Fällen der Aspekt berücksichtigt werden, die Bedeutung der Beispiele ist etwa „Ich bezahlte für gewöhnlich“ und „Ich sah jeden Tag“.
Weitere Beispiele zur Bildung des Paratatikos:
Aktiv
- ρέω > έρεα (fließen)
- λέω > έλεγα (sagen)
- μεταφράζω > μετάφραζα oder μετέφραζα (übersetzen, inneres Augment optional)
- περιθάλπω > περιέθαλπα (pflegen – inneres Augment obligatorisch)
- εγκρίνω > ενέκρινα (genehmigen – inneres Augment obligatorisch)
- αγαπώ > αγαπούσα (lieben)
- προχωράω > προχωρούσα, auch: προχώραγα (fortschreiten)

Passiv
- αγαπιέμαι > αγαπιόμουν (geliebt werden)
- αισθάνομαι > αισθανόμουν (fühlen)
- θεωρείται > θεωρούνταν oder εθεωρείτο (betrachten als)
- πρόκειται > επρόκειτο (sich handeln um)

Die letzten zwei Formen sind Überreste der Katharevousa.